# Porsche-Diesel Standard Star 238
Le Porsche-Diesel Standard Star 238 était un tracteur fabriqué par Porsche-Diesel Motorenbau GmbH, basé à Friedrichshafen sur le lac de Constance et qui a produit environ 3 400 unités de ce modèle de tracteur de 1961 à 1962. Le moteur vertical bicylindre refroidi par air, soutenu par le système d’injection Bosch, produisait 26 ch et atteignait une vitesse de pointe de 19 km/h. De plus, le Porsche-Diesel Standard Star 238 était équipé d’un thermomètre à distance, d’un vilebrequin à trois paliers, d’une centrifugeuse à huile et d’un séparateur d’huile. La compression de ce modèle de tracteur délivre une valeur de 18 at; le taux de compression est de 19:1. Une boîte de vitesses de type T 25 de Porsche/Deutz à changement de groupe de roues motrices est intégrée au modèle Porsche-Diesel Standard Star 238.
Le tracteur Porsche-Diesel avait un total de dix vitesses. Elles étaient divisées en quatre vitesses de route, quatre vitesses de terrain et deux vitesses de marche arrière, dont la première était une vitesse rampante. De plus, le Porsche-Diesel Standard Star 238 était équipé d’une prise de force commutable sous la forme d’une prise de force à engrenages ou au sol avec la norme DIN 9611 Form A. La prise de force proportionnelle à la vitesse peut être utilisée dans tous les rapports, à l’exception du rapport rampant. De plus, le tracteur était équipé d’un entraînement pour l’ensileuse qui était entraîné par la courroie trapézoïdale et qui provenait directement de la boîte de vitesses. La vaste gamme d’accessoires du tracteur Porsche comprenait un relevage hydraulique pour un fonctionnement central, avant et arrière ainsi qu’un compteur d’heures de fonctionnement. En plus d’un chasse-neige, le tracteur Porsche-Diesel Standard Star 238 était équipé d’une lame de bulldozer, d’un râteau de poussée et d’un cadre de support avant. D’autres accessoires comprenaient un double embrayage, des poids supplémentaires pour les roues arrière et une capote Fritzmeier.

## Crédit de traduction
- (de) Cet article est partiellement ou en totalité issu de l’article de Wikipédia en allemand intitulé « Porsche-Diesel Standard Star 238 » (voir la liste des auteurs).